# Idol Tenshi Yōkoso Yōko
Idol Tenshi Yōkoso Yōko (jap. アイドル天使ようこそようこ) ist eine Anime-Fernsehserie des Studios Ashi Productions aus dem Jahr 1990. Alternative Titel sind Idol Angel Welcome Yoko, Hello Yoko, Las aventuras de Yoko y Saki und Diventeremo famose. Der Anime erzählt vom Mädchen Yōko Tanaka, das Idol werden will, und ist inspiriert vom realen Idol gleichen Namens. Er wurde ins Italienische und Spanische übersetzt. 

## Inhalt
Das Mädchen Yōko Tanaka reist zusammen mit ihrem Flughörnchen Mū vom Land nach Tokio, um dort Sängerin zu werden. Auf der Reise trifft sie Saki, die von zuhause ausgerissen ist, weil sie in Tokio Schauspielerin werden will. Die beiden tun sich zusammen und suchen in Shibuya gemeinsam nach einem Agenten, der sie aufnimmt. Doch wegen ihres jungen Alters werden sie abgelehnt und laufen erfolglos herum, versuchen aber, Aufmerksamkeit auf sich zu lenken. Schließlich treffen sie auf ein gerade beliebtes Idol bei der Arbeit und Yōko weiß, dass sie auch so werden will. Durch ihre Naivität und unverblümte Art stört sie das Photoshooting, aber beide erhalten auch die Aufmerksamkeit von Chōgorō Shibuya, der sie schützt. Auch der Schüler Ryō Hayami und Takudaiji Yutaka werden auf sie aufmerksam. Schließlich werden sie doch von einer Agentur angenommen, in der sich Yamashita Hideki und Omo-san um sie kümmern wollen.

## Produktion und Veröffentlichung
Die Serie entstand nach einer Idee von Takeshi Shudō beim Studio Ashi Productions. Die Protagonistin basiert auf dem realen Idol Yōko Tanaka. Bereits die zuvor auf dem gleichen Sendeplatz laufende Serie Idol Densetsu Eriko hatte eine reale Sängerin zum Vorbild. An der Produktion war Big West Advertising beteiligt, die von Tomoyuki Taguchi als Produzent vertreten wurden. Weiterhin fungierten Masahiko Miyoshi und Chiyo Okazaki als Produzenten für TV Setouchi sowie Yukinao Shimoji. Regie führte Tetsuro Amino und die Drehbücher schrieb Takeshi Shudō. Die Charakterdesigns wurden bei Studio Live entworfen und die künstlerische Leitung lag bei Motoyuki Tanaka. Für den Ton war Hideyuki Tanaka verantwortlich und für die Kameraführung Takeshi Fukuda.
Die 43 je 25 Minuten langen Folgen wurden vom 2. April 1990 bis zum 4. Februar 1991 von TV Tokyo sowie von den Regionalsendern TV Setouchi, TV Setouchi, TV Aichi und TV Hokkaido ausgestrahlt. Noch 1991 erfolgte die Ausstrahlung einer spanischen Synchronfassung bei Telecinco sowie einer italienischen bei Canale 5 sowie später bei Italia 1.

### Synchronisation
| Rolle            | japanische Stimme (Seiyū) |
| ---------------- | ------------------------- |
| Yōko Tanaka      | Mika Kanai                |
| Yamashita Hideki | Hirotaka Suzuoki          |
| Yasu-san         | Kappei Yamaguchi          |
| Ijyu Uin / Mū    | Katsumi Suzuki            |
| Omo-san          | Kenichi Ogata             |
| Saki             | Megumi Hayashibara        |
| Kumiko Yoshiaki  | Saeko Shimazu             |
| Harada           | Shinya Ohtaki             |
| Chōgorō Shibuya  | Tomomichi Nishimura       |
| Ryō Hayami       | Toshihiko Seki            |
| Takudaiji Yutaka | Yasunori Matsumoto        |

### Musik
Die Musik der Serie wurde komponiert von Takahiro Ando. Das Openinglied ist Yōshun no Passage, der Abspann ist unterlegt mit Hitori ni Sasenai. Beide Lieder wurden gesungen von Yōko Tanaka. Der Soundtrack und die beiden Lieder, insgesamt acht Titel, erschienen 1991 bei Pony Canyon auf CD.